# Maren-Kea Freese

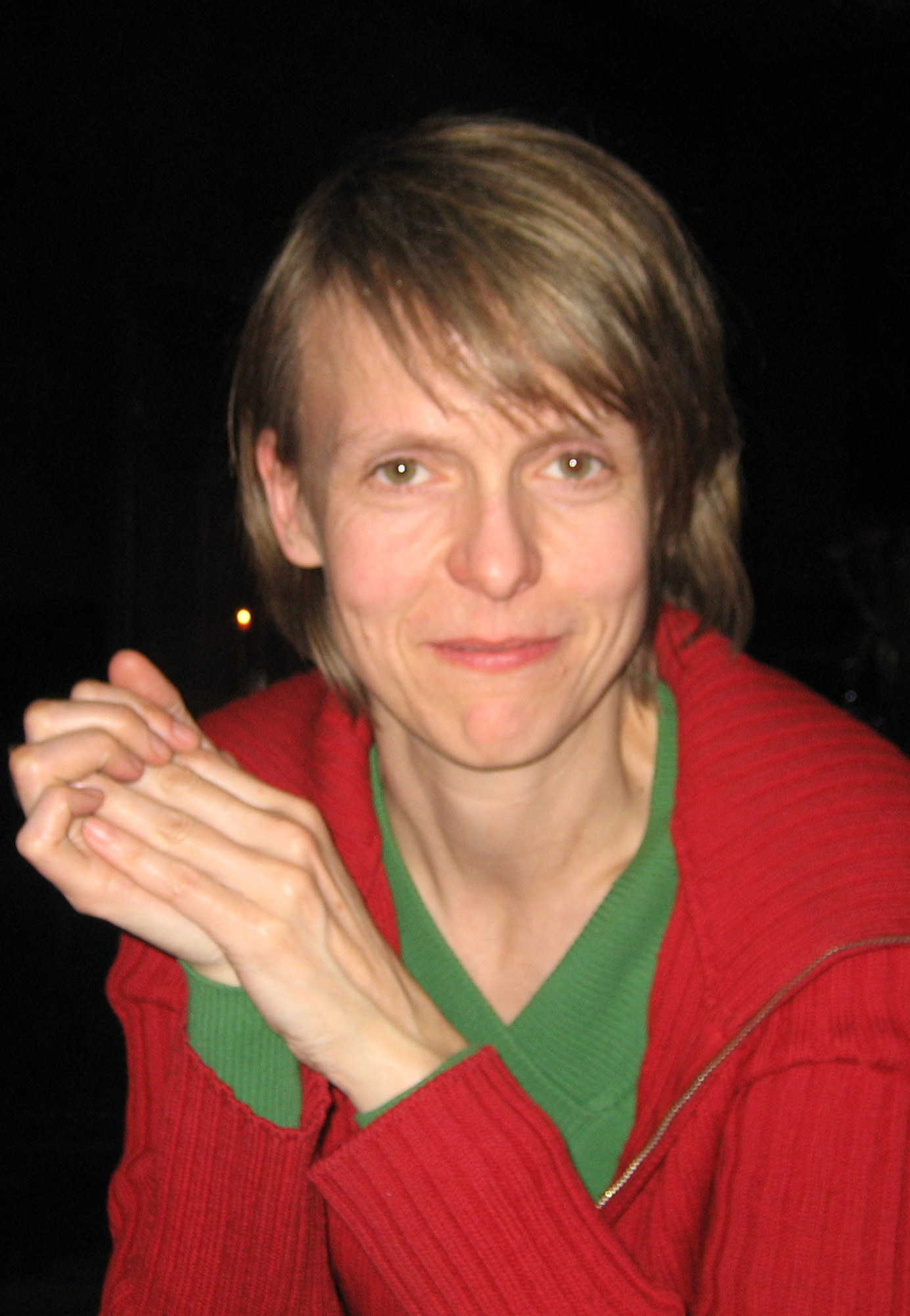
Maren-Kea Freese (2008)

Maren-Kea Freese (* 24. April 1960 in Hannover) ist eine deutsche Filmregisseurin und Drehbuchautorin für Spiel- und Dokumentarfilm, die in Berlin lebt.

## Leben
Maren-Kea Freese verbrachte ihre Kindheit und Jugend in Hamburg, Curacao, Ingolstadt und Köln. Ihr Studium in Filmwissenschaften, Publizistik, Germanistik an der FU Berlin schloss sie ab. Parallel drehte sie unabhängig Kurzfilme (Regie, Buch, Kamera, Schnitt) und erzählte filmisch vom Leben in der Großstadt. Weiterhin arbeitete sie als Regieassistentin bei George Tabori, Rosa von Praunheim und am Theater Aachen.
Anschließend studierte sie an der Deutschen Film- und Fernsehakademie Berlin Regie und Drehbuch.
Ihr Abschlussfilm „Zoe“ (1999) ist das Porträt eines wütenden Mädchens auf der Flucht nach vorn – bis ihre Vergangenheit sie einholt.
„Zoe“ wurde im Forum der Berlinale 2000, auf dem internationalen Filmfestival Moskau, in Göteborg und auf dem Internationalen Filmfestival für Filmkunst Lodz gezeigt. Beim Münchner Filmfest erhielt „Zoe“ den Regie-Förderpreis für den Deutschen Film.
Ihr zweiter Spielfilm „Was ich von ihr weiß“ (2005), an dem Thomas Jonigk als Co-Autor beteiligt war, lief in Göteborg.
Des Weiteren entstanden dokumentarische Arbeiten (TV, Radio), wobei sie mit dem Otto-Brenner-Preis / Recherche Stipendium 2009 unterstützt wurde.

## Filmografie (Auswahl)
- 1984 So sieht´s aus  (Kurzfilm, Regie, Buch, Kamera, Schnitt)
- 1985: Blauer Montag  (Kurzfilm, Regie, Buch)
- 1988: Der Mensch ist seines Lebens froh – nicht nur als Embryo  (Kurzfilm, Regie, Buch, Kamera, Schnitt)
- 1992: Zoe  (Kurzfilm, Regie, Buch, Schnitt)
- 1995: Sprung ins Leere  (Kurzfilm, Regie, Buch)
- 1996: Kojotenweg 13  (Kurzfilm, Regie, Buch)
- 1999: Zoe  (Spielfilm, Regie, Buch)
- 2005: Was ich von ihr weiß (Spielfilm, Regie, Buch)
- 2011: Mein Prinz kommt aus Amerika  (Dokumentation, Co-Regie und Buch)
- 2025: Wilma will mehr (Spielfilm, Regie, Buch)

## Auszeichnungen und Stipendien
- 1984:  Preisträger bei Wettbewerb Deutsche Kinemathek/IBA: Der Ort, an dem ich wohne, für So sieht´s aus
- 1985:  1. Preis WDR / Adolf Grimme-Institut „Die Videomacher“ für Blauer Montag
- 1988:  1. Preis der Feminale Köln 88 für Der Mensch ist seines Lebens froh – nicht nur als Embryo
- 1999:  Regie-Förderpreis für den Deutschen Film, Reihe: Neues deutsches Kino, Filmfest München – für Zoe
- 2006:  Nominierung Prix Genève Europe – für Was ich von ihr weiß
- 2006:  Nominierung Förderpreis Deutscher Film, Filmfest München
- 2009:  Otto-Brenner Preis / Recherche für `Immer im Verborgenen´

## Referenzen
- Angela Schmitt-Gläser: Komödien, nicht nur schmerzfrei. In: Frankfurter Rundschau. 7. Juli 1999.
- Jan Schulz-Ojala: Angetanzt, ausgetanzt. In Tagesspiegel. 26. August 1999.
- Detlef Kuhlbrodt: Zoe ein lustiges Berliner Sozialdrama. In: taz. 27. August 1999.
- Tom Heithoff: Kleine Wunder. In: Tagesspiegel. 10. Februar 2000.